# Sierra Negra
Il Sierra Negra (4.580 m s.l.m.), chiamato anche Tliltépetl ('monte nero' in náhuatl) o Atlitzin ('venerabile signore dell'acqua'), è un vulcano estinto. 
Quinto in ordine di altezza tra le vette più alte del Messico, si trova accanto alla vetta più alta, il Pico de Orizaba (o Citlaltépetl). In passato non appariva nella lista delle montagne perché veniva considerato un contrafforte del Citlaltépetl.  Gli antichi abitanti nahua della zona di Orizaba usavano nomi diversi: il Citlaltépetl era chiamato Iztactépetl ('monte bianco)' e il Sierra Negra Iztactépetl Icni ('sorella della monte bianco', riferendosi alla sua vicinanza con il primo.
Ambedue i vulcani si trovano nel Parco nazionale del Pico de Orizaba.
Sulla vetta  del Sierra Negra si trova uno dei maggiori radiotelescopi del mondo: il Gran Telescopio Millimetrico (GTM), Il progetto è frutto di una collaborazione tra il Messico e gli Stati Uniti, realizzato rispettivamente dall'Instituto Nacional de Astrofísica, Óptica y Electrónica (INAOE) e dall'University of Massachusetts Amherst (UMass). Sempre sulla sua cime si trova anche l'osservatorio solare messicano (OSOMEGA) dell'UNAM.